# Juuso Välimäki
Juuso Välimäki, född 6 oktober 1998, är en finländsk professionell ishockeyback som spelar för Utah Mammoth i National Hockey League (NHL).
Han har tidigare spelat för Calgary Flames, Arizona Coyotes och Utah Hockey Club i NHL; Ilves i Liiga; Stockton Heat och Tucson Roadrunners i American Hockey League (AHL) samt Tri-City Americans i Western Hockey League (WHL).
Välimäki draftades i första rundan i 2017 års draft av Calgary Flames som 16:e spelare totalt.

## Statistik
| Källa: Utv = Utvisningsminuter Uppdaterad: 2025-05-08 | Källa: Utv = Utvisningsminuter Uppdaterad: 2025-05-08 | Källa: Utv = Utvisningsminuter Uppdaterad: 2025-05-08 |                                  | Grundserie                       | Grundserie                       | Grundserie                       | Grundserie                       | Grundserie                       |                                  | Slutspel                         | Slutspel                         | Slutspel                         | Slutspel                         | Slutspel                         |
| Säsong                                                | Lag                                                   | Liga                                                  | Matcher                          | Mål                              | Assists                          | Poäng                            | Utv                              | Matcher                          | Mål                              | Assists                          | Poäng                            | Utv                              |                                  |                                  |
| ----------------------------------------------------- | ----------------------------------------------------- | ----------------------------------------------------- | -------------------------------- | -------------------------------- | -------------------------------- | -------------------------------- | -------------------------------- | -------------------------------- | -------------------------------- | -------------------------------- | -------------------------------- | -------------------------------- | -------------------------------- | -------------------------------- |
| 2015–2016                                             | Tri-City Americans                                    | WHL                                                   | 56                               | 7                                | 25                               | 32                               | 24                               | —                                | —                                | —                                | —                                | —                                |                                  |                                  |
| 2016–2017                                             | Tri-City Americans                                    | WHL                                                   | 60                               | 19                               | 42                               | 61                               | 34                               | 4                                | 0                                | 1                                | 1                                | 8                                |                                  |                                  |
| 2017–2018                                             | Tri-City Americans                                    | WHL                                                   | 43                               | 14                               | 31                               | 45                               | 34                               | 12                               | 4                                | 13                               | 17                               | 4                                |                                  |                                  |
| 2018–2019                                             | Calgary Flames                                        | NHL                                                   | 24                               | 1                                | 2                                | 3                                | 12                               | 2                                | 0                                | 1                                | 1                                | 0                                |                                  |                                  |
|                                                       | Stockton Heat                                         | AHL                                                   | 20                               | 4                                | 10                               | 14                               | 18                               | —                                | —                                | —                                | —                                | —                                |                                  |                                  |
| 2019–2020                                             | Calgary Flames                                        | Spelade ej på grund av knäskada.                      | Spelade ej på grund av knäskada. | Spelade ej på grund av knäskada. | Spelade ej på grund av knäskada. | Spelade ej på grund av knäskada. | Spelade ej på grund av knäskada. | Spelade ej på grund av knäskada. | Spelade ej på grund av knäskada. | Spelade ej på grund av knäskada. | Spelade ej på grund av knäskada. | Spelade ej på grund av knäskada. | Spelade ej på grund av knäskada. | Spelade ej på grund av knäskada. |
| 2020–2021                                             | Calgary Flames                                        | NHL                                                   | 49                               | 2                                | 9                                | 11                               | 26                               | —                                | —                                | —                                | —                                | —                                |                                  |                                  |
|                                                       | Ilves                                                 | Liiga                                                 | 19                               | 2                                | 17                               | 19                               | 20                               | —                                | —                                | —                                | —                                | —                                |                                  |                                  |
| 2021–2022                                             | Calgary Flames                                        | NHL                                                   | 9                                | 0                                | 2                                | 2                                | 10                               | —                                | —                                | —                                | —                                | —                                |                                  |                                  |
|                                                       | Stockton Heat                                         | AHL                                                   | 35                               | 2                                | 16                               | 18                               | 26                               | 10                               | 0                                | 2                                | 2                                | 14                               |                                  |                                  |
| 2022–2023                                             | Arizona Coyotes                                       | NHL                                                   | 78                               | 4                                | 30                               | 34                               | 59                               | —                                | —                                | —                                | —                                | —                                |                                  |                                  |
| 2023–2024                                             | Arizona Coyotes                                       | NHL                                                   | 68                               | 2                                | 15                               | 17                               | 12                               | —                                | —                                | —                                | —                                | —                                |                                  |                                  |
| 2024–2025                                             | Utah Hockey Club                                      | NHL                                                   | 43                               | 2                                | 3                                | 5                                | 14                               | —                                | —                                | —                                | —                                | —                                |                                  |                                  |
|                                                       | Tucson Roadrunners                                    | AHL                                                   | 1                                | 0                                | 0                                | 0                                | 2                                | —                                | —                                | —                                | —                                | —                                |                                  |                                  |
| NHL totalt                                            | NHL totalt                                            | NHL totalt                                            | 271                              | 11                               | 61                               | 72                               | 133                              | 2                                | 0                                | 1                                | 1                                | 0                                |                                  |                                  |
| AHL totalt                                            | AHL totalt                                            | AHL totalt                                            | 56                               | 6                                | 26                               | 32                               | 46                               | 10                               | 0                                | 2                                | 2                                | 14                               |                                  |                                  |
| WHL totalt                                            | WHL totalt                                            | WHL totalt                                            | 159                              | 40                               | 98                               | 138                              | 92                               | 16                               | 4                                | 14                               | 18                               | 12                               |                                  |                                  |

### Internationellt
| Källa: Uppdaterad: 2024-10-26 | Källa: Uppdaterad: 2024-10-26 | Källa: Uppdaterad: 2024-10-26 |         | Utv = Utvisningsminuter | Utv = Utvisningsminuter | Utv = Utvisningsminuter | Utv = Utvisningsminuter | Utv = Utvisningsminuter |
| År                            | Lag                           | Mästerskap                    | Matcher | Mål                     | Assists                 | Poäng                   | Utv                     |                         |
| ----------------------------- | ----------------------------- | ----------------------------- | ------- | ----------------------- | ----------------------- | ----------------------- | ----------------------- | ----------------------- |
| 2014                          | Finland                       | Ivan Hlinka                   | 4       | 0                       | 1                       | 1                       | 0                       |                         |
| 2015                          | Finland                       | EYOWF                         | 3       | 0                       | 2                       | 2                       | 0                       |                         |
| 2015                          | Finland                       | U18-VM                        | 7       | 0                       | 1                       | 1                       | 6                       |                         |
| 2015                          | Finland                       | Ivan Hlinka                   | 5       | 1                       | 0                       | 1                       | 4                       |                         |
| 2016                          | Finland                       | U18-VM                        | 6       | 0                       | 2                       | 2                       | 0                       |                         |
| 2017                          | Finland                       | JVM                           | 6       | 2                       | 0                       | 2                       | 6                       |                         |
| 2018                          | Finland                       | JVM                           | 5       | 1                       | 3                       | 4                       | 4                       |                         |
| Junior totalt                 | Junior totalt                 | Junior totalt                 | 36      | 4                       | 9                       | 13                      | 20                      |                         |